# Chariaspilates shuangzhu
Chariaspilates shuangzhu är en fjärilsart som beskrevs av Yang 1978. Chariaspilates shuangzhu ingår i släktet Chariaspilates och familjen mätare. Inga underarter finns listade i Catalogue of Life.